# Phare Kiama
Le phare Kiama, également appelé phare Kiama harbour (en français : phare du port de Kiama), construit en 1887, est implanté à Kiama à 30 km au sud de Wollongong, Nouvelle-Galles du Sud en Australie. Le phare surplombe le geyser maritime de Kiama qui est une des attractions de la ville

## Caractéristiques
Le phare est une tour cylindrique, blanche, d'une hauteur de 15,5 mètres, s'élevant à 36,3 mètres au-dessus de l'océan. Il est entouré d'une barrière hexagonale blanche.

## Codes internationaux
- ARLHS[4] : AUS-236[2]
- NGA : 6496[2]
- Admiralty[5] : K2598[2]

## Divers
Le phare n'est pas ouvert au public :  seul le musée, créé dans la maison du gardien, est accessible.

## Galerie

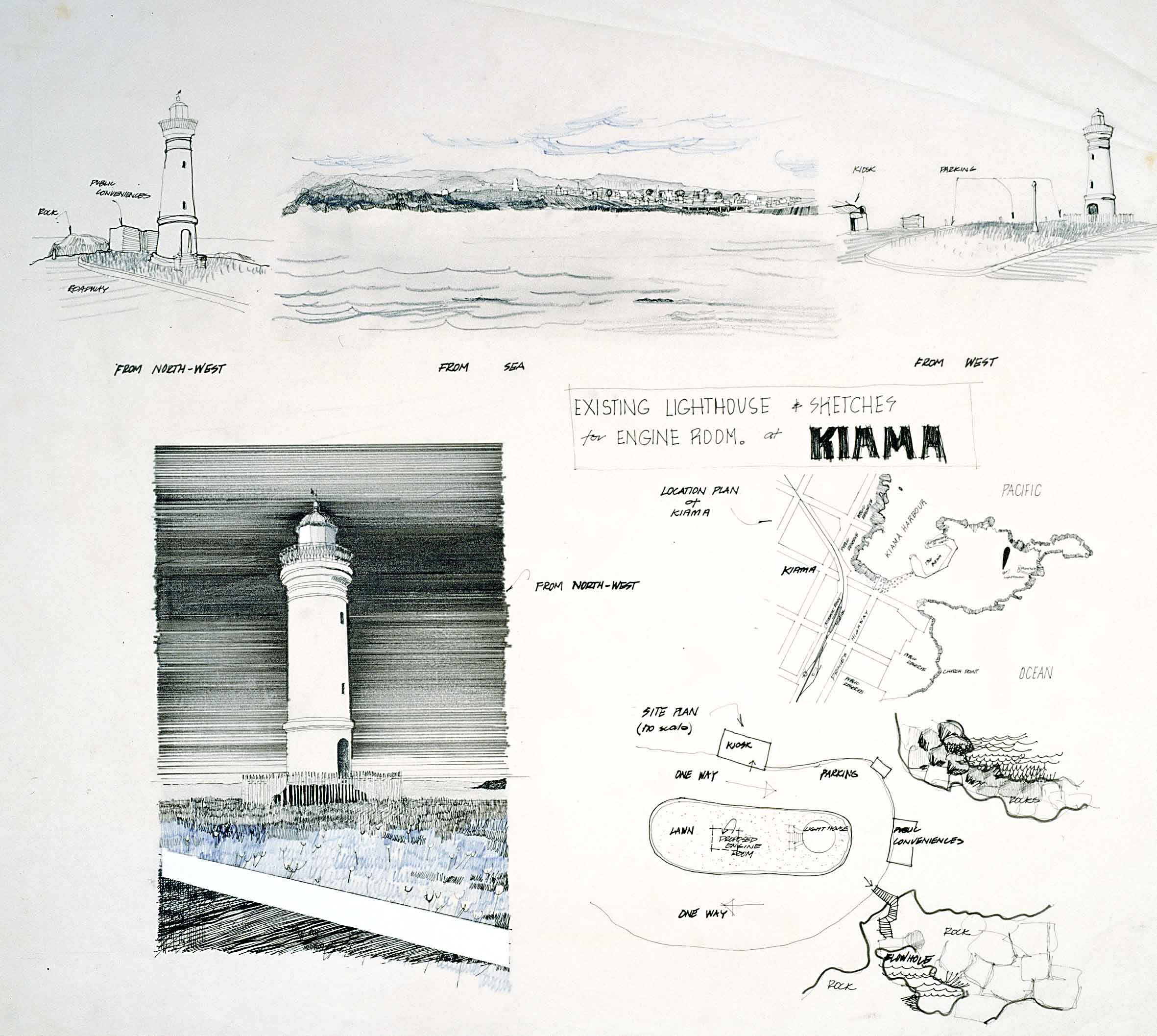
Esquisses du phare et carte de Kiama (1915)
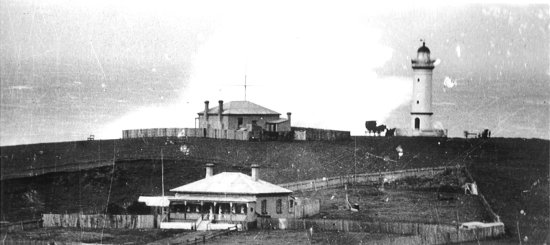
Vue distante du phare (1926)
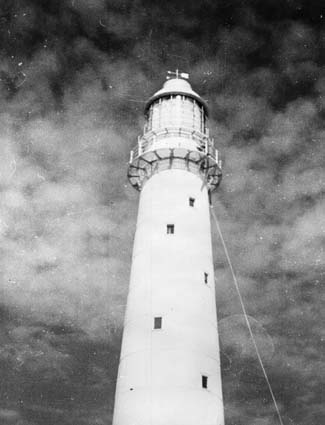
Photo du phare (1956)
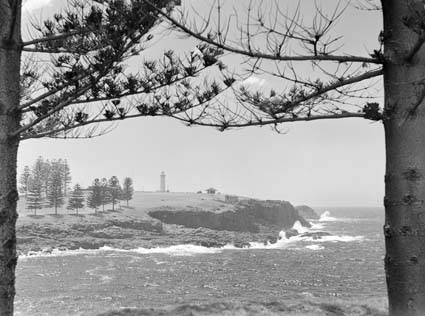
Vue distante du phare (1948)

## Source
- (en) Cet article est partiellement ou en totalité issu de l’article de Wikipédia en anglais intitulé « Kiama Light » (voir la liste des auteurs).